# Chloromianta ferruginata
Chloromianta ferruginata är en fjärilsart som beskrevs av W. Warren 1896. Chloromianta ferruginata ingår i släktet Chloromianta och familjen mätare. Inga underarter finns listade i Catalogue of Life.

## Bildgalleri

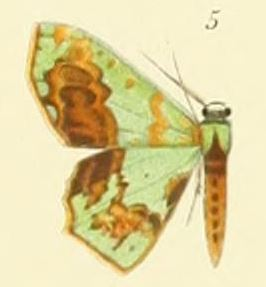